# والنتینو سالا
والنتینو سالا (انگلیسی: Valentino Sala; ۸ اکتبر ۱۹۰۸ – ۲۷ دسامبر ۲۰۰۲) بازیکن فوتبال اهل ایتالیا بود.
از باشگاه‌هایی که در آن بازی کرده‌است می‌توان به باشگاه فوتبال جنوآ، باشگاه فوتبال اینتر میلان، باشگاه فوتبال مونتسا، و باشگاه فوتبال پیزا اشاره کرد.